# Naveen Andrews
Naveen Andrews (Londres, 17 de gener de 1969) és un actor de cinema i televisió anglès que resideix als Estats Units. Va estudiar a la Guildall School of Music and Drama. La seva primera aparició cinematogràfica la va fer a la pel·lícula de 1991 London kill me, encara que la primera pel·lícula d'èxit en la qual va participar va ser El pacient anglès interpretant a Kip. Ha realitzat unes 24 intervencions en sèries de televisió i pel·lícules, entre elles Rollerball i Kamasutra: una història d'amor. Participa en la sèrie de televisió estatunidenca Lost interpretant a un ex-militar iraquià anomenat Sayid Jarrah.

## Premis
L'any 2005 va guanyar el premi Screen Actors Guild Awards per millor conjunt en una sèrie de drama per Lost.

## Filmografia
- London Kills Me (1991): Bike
- Wild West (1992): Zaf
- The Buddha of Suburbia (1993): Karim
- Kama Sutra: A Tale of Love (1996): Raj Singh
- El pacient anglès (1996): Tinent Kip Singh
- True Love and Chaos (1997): Hanif
- Bombay Boys (1998): Krishna Sahni
- My Own Country (1998): Dr. Abraham Verghese
- Mighty Joe Young (1998): Pindi
- The Beast (2001): Timir Naipaul
- Rollerball (2002): Sanjay
- Easy (2003): John
- Lost (2004-2010): Sayid Jarrah
- Bodes i prejudicis (Bride & Prejudice) (2004): Sr. Balraj
- Provoked (2006): Deepak
- The Ten Commandments (2006): Menerith
- Grindhouse (2007): Abby
- The Brave One (2007): David Kirmani